# Första gången (sång)
Första gången är en balladlåt som framfördes av Svante Thuresson & Anne-Lie Rydé i den svenska Melodifestivalen 2007. Bidraget som skrevs av Bobby Ljunggren, Dan Sundquist och Sonja Aldén slutade på 6:e plats i deltävlingen i Göteborg.